# Hécatombéon
Hécatombéon était le premier mois du calendrier grec tique en vigueur en Attique. Il commençait à la première nouvelle lune toujours avant le solstice d'été et comptait, selon les années, 30 (mois complet) ou 29 (mois creux) jours.  Le solstice d'été a donc toujours coïncidé avec Hécatombéon.
Hécatombéon vient du mot grec  (Ἑκατομϐαιών / Hekatombaiốn), qui a trait au sacrifice de cent bœufs.
Pendant ce mois se déroulaient notamment :
- Kronia, pour fêter la fin des moissons.
- Les Synoikia,  fêtes célébrées à Athènes en commémoration de la concorde établie par Thésée entre les cités de l'Attique (le 16 du mois)
- Les Panathénées, fêtes dédiées à Athéna (le 28 du mois, durant 2 à 4 jours).

## Naissances célèbres
- Le philosophe Théophraste naquit le cinquième jour de Hécatombeion, dans la CIIe Olympiade[1].
- Alexandre le Grand serait né le sixième jour du mois de Hécatombeion, en 356 av. J.-C.[2]